# سیارک ۱۵۹۳۸
سیارک ۱۵۹۳۸ (به انگلیسی: 15938 Bohnenblust، نامگذاری:1997YA8) پانزده هزار و نهصد و سی و هشتمین سیارک کشف شده‌است که در ۲۷ دسامبر ۱۹۹۷ کشف شد.
قدر مطلق سیارک برابر ۱۳٫۵۰ است.